# 千里駅 (富山県)
千里駅（ちさとえき）は、富山県富山市婦中町千里にある、西日本旅客鉄道（JR西日本）高山本線の駅である。

## 歴史
- 1927年（昭和2年）9月1日：鉄道省飛越線（現・高山本線）富山駅 - 越中八尾駅間開通時に開設[1][2][3]。一般駅。
- 1934年（昭和9年）10月25日：線路名称改定。飛越線が高山本線へ編入、同線の駅となる[4][3]。
- 1969年（昭和44年）10月1日：営業範囲改正、貨物・荷物扱い廃止[5]。また、同月に無人駅化[6]。但し保安要員として駅員2名の勤務は継続[7]。この頃、交換可能駅となる[8]。
- 1970年（昭和45年）2月19日：跨線橋完成、保安要員配置廃止[7]。
- 1987年（昭和62年）4月1日：国鉄分割民営化に伴い、西日本旅客鉄道（JR西日本）の駅となる[2]。

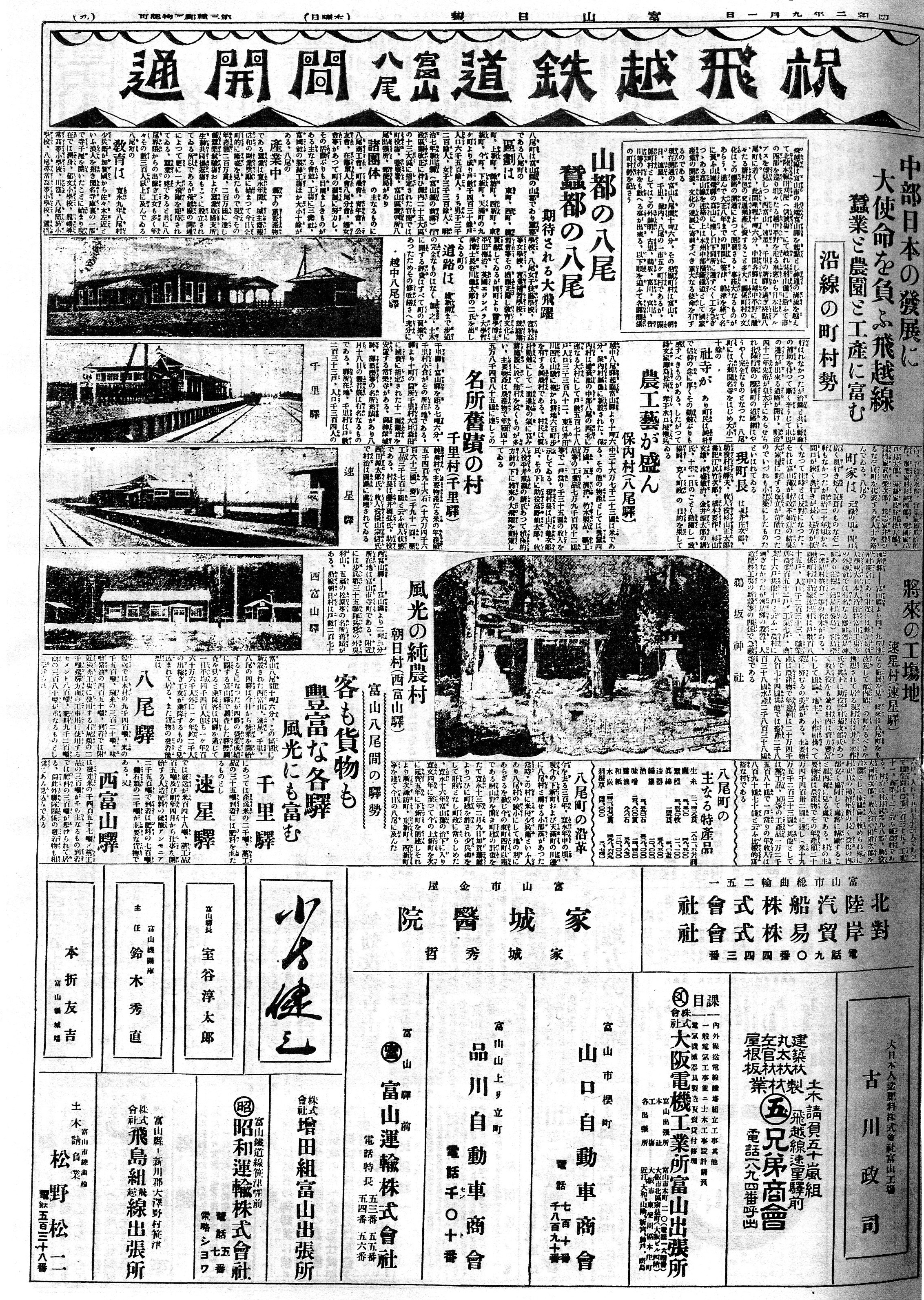
飛越線富山 - 越中八尾間開通を報道する新聞記事。駅舎の写真も掲載されている。
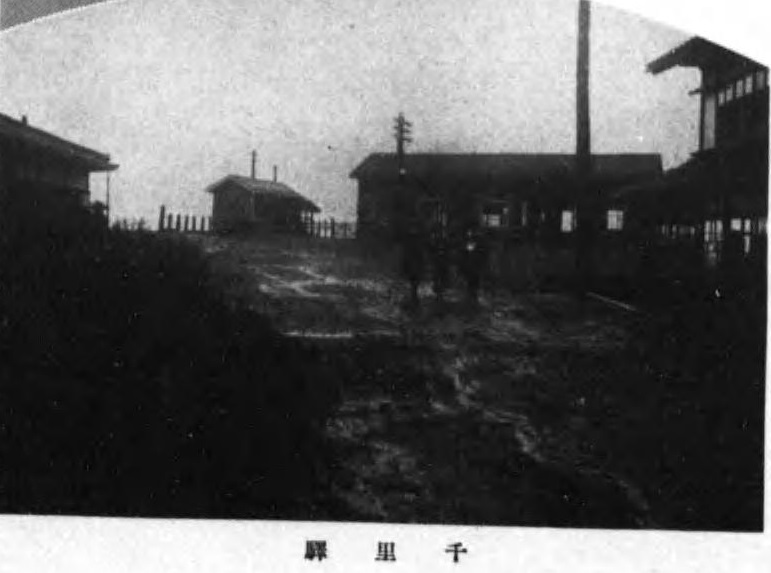
1934年（昭和9年）当時の千里駅

## 駅構造
相対式ホーム2面2線を有する地上駅。
北陸広域鉄道部管理の無人駅。開業以来の木造駅舎が残っており、中には自動券売機が設置されている。また、上りホーム側にもスロープ付出入口が設置されている。構内には安全側線がある。
便所はバリアフリー対応であるが、夜間は防犯のため使用不可。また、ホームの一部には花壇が整備されている。

### のりば
| のりば | 路線      | 方向 | 行先               |
| ------ | --------- | ---- | ------------------ |
| 1      | ■高山本線 | 下り | 富山方面           |
| 2      | ■高山本線 | 上り | 越中八尾・高山方面 |

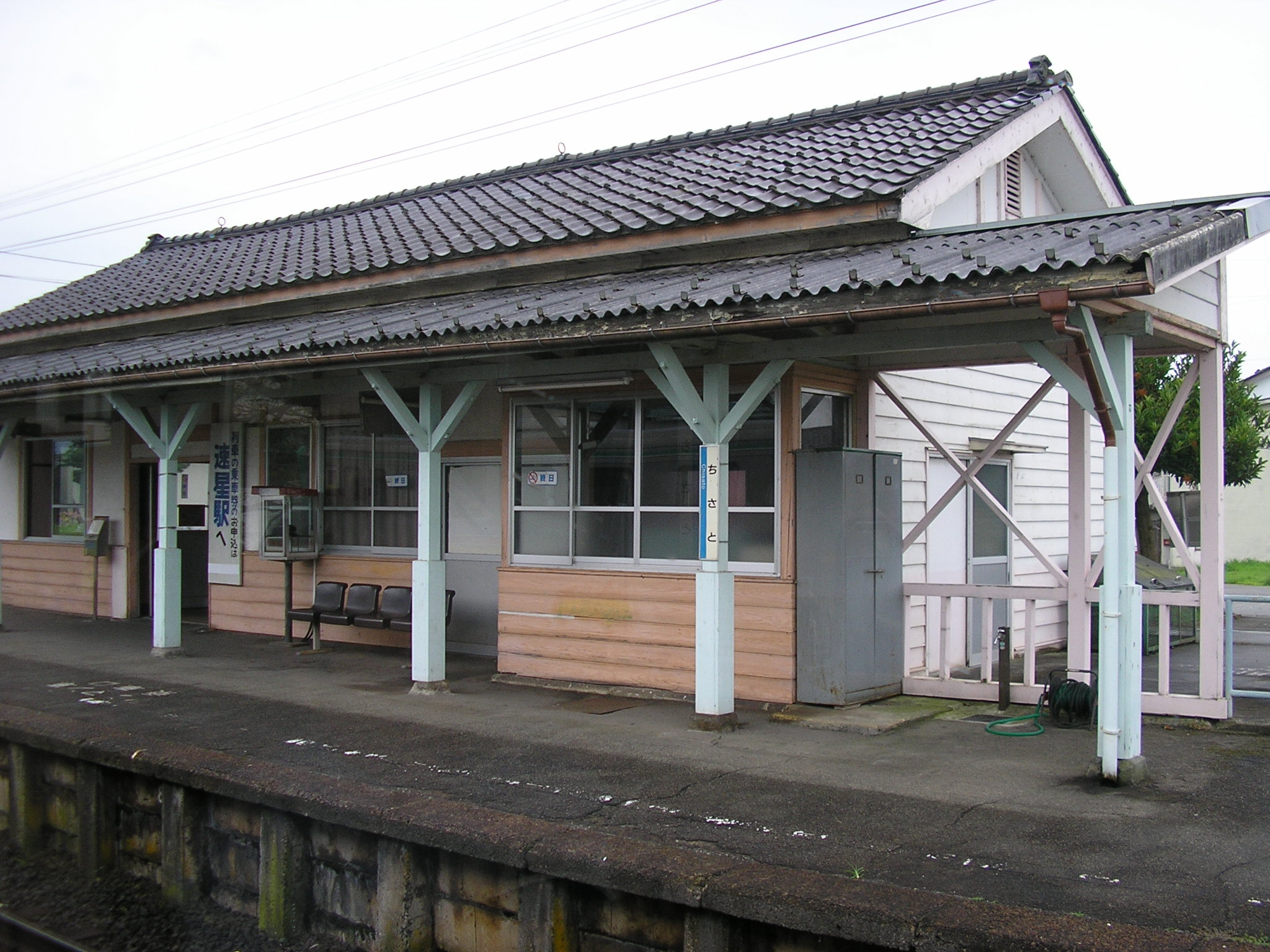
構内から見た駅舎
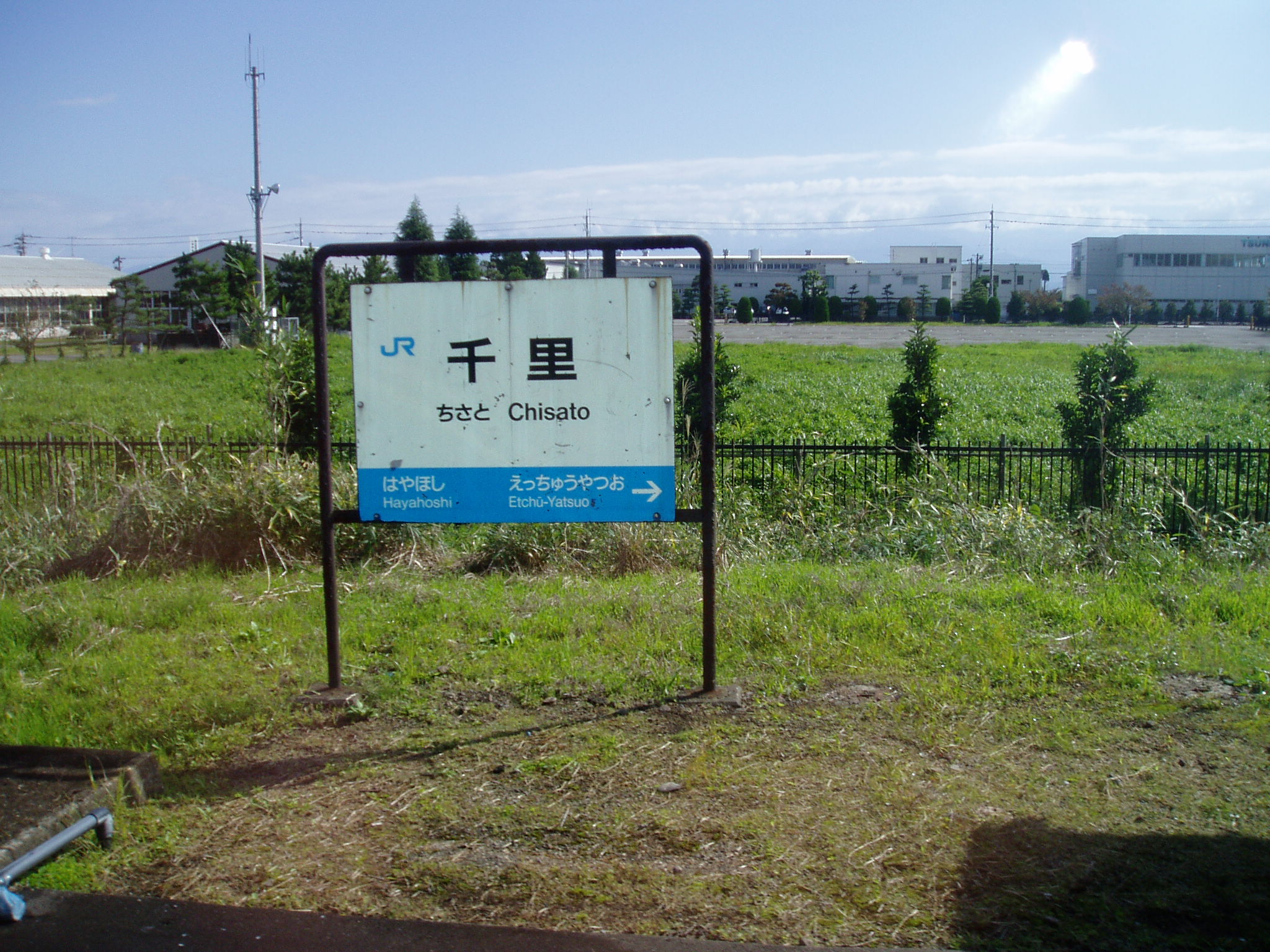
駅名標

## 利用状況
「富山県統計年鑑」・「富山市統計書」によると、近年の1日平均乗車人員の推移は以下の通り。
| 年度   | 1日平均 乗車人員 |
| ------ | ---------------- |
| 1995年 | 502              |
| 1996年 | 486              |
| 1997年 | 464              |
| 1998年 | 441              |
| 1999年 | 418              |
| 2000年 | 396              |
| 2001年 | 386              |
| 2002年 | 367              |
| 2003年 | 327              |
| 2004年 | 339              |
| 2005年 | 358              |
| 2006年 | 366              |
| 2007年 | 380              |
| 2008年 | 388              |
| 2009年 | 391              |
| 2010年 | 415              |
| 2011年 | 391              |
| 2012年 | 385              |
| 2013年 | 392              |
| 2014年 | 372              |
| 2015年 | 396              |
| 2016年 | 370              |
| 2017年 | 385              |
| 2018年 | 377              |
| 2019年 | 380              |
| 2020年 | 282              |
| 2021年 | 310              |
| 2022年 | 328              |
| 2023年 | 321              |

## 駅周辺
- 婦中機械工業センター
- 富山市立神保小学校

## 隣の駅
西日本旅客鉄道（JR西日本）
■高山本線
越中八尾駅 - 千里駅 - 速星駅